# Colmenar de Oreja
Colmenar de Oreja — miejscowość położona w środkowej Hiszpanii, w regionie Madryt. W Colmenar de Oreja znajduje się publiczne przedszkole i publiczna szkoła dla niemowląt i szkół podstawowych, a także publiczna szkoła średnia. Do najważniejszych obiektów turystycznych w Colmenar de Oreja należą:
- XVI-wieczna kaplica Santísimo Cristo del Humilladero
- XIII-wieczny kościół Santa María la Mayor

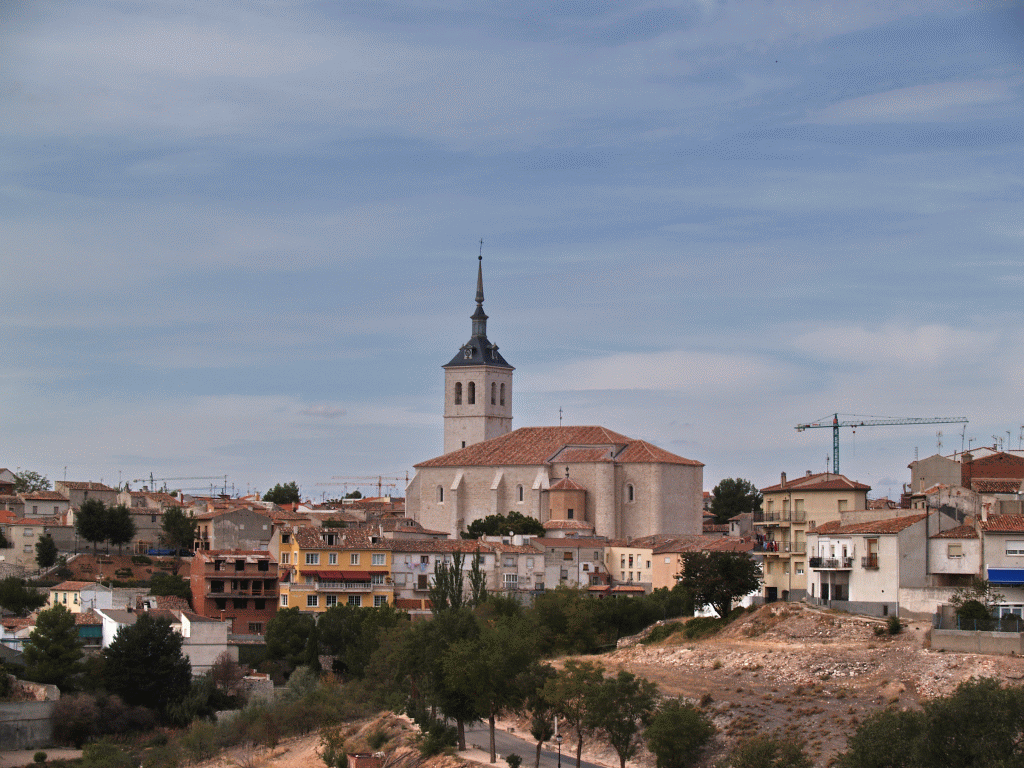
Kościół parafialny Santa Maria la Mayor

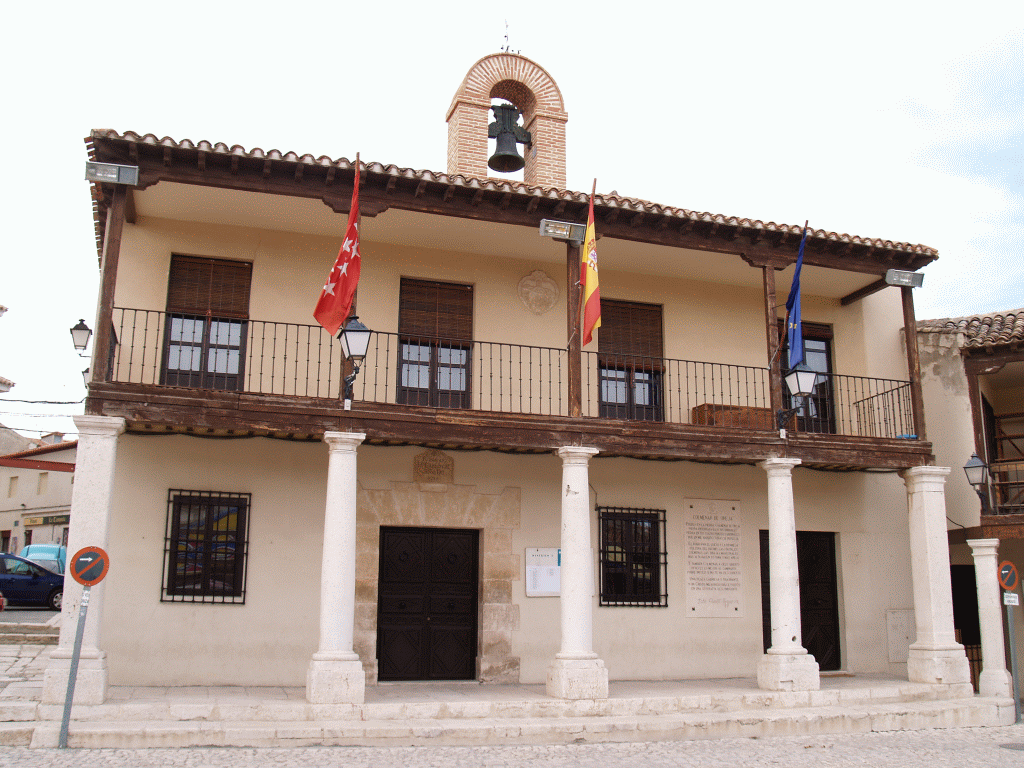
Ratusz (Ayuntamiento)

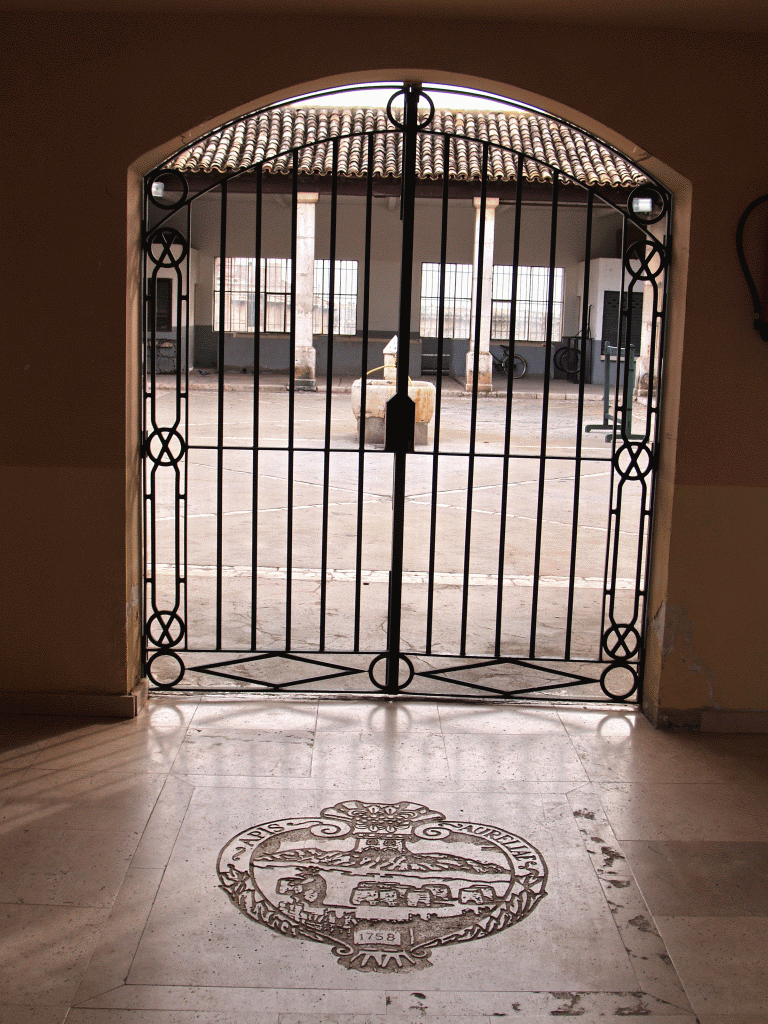
Plac Targowy

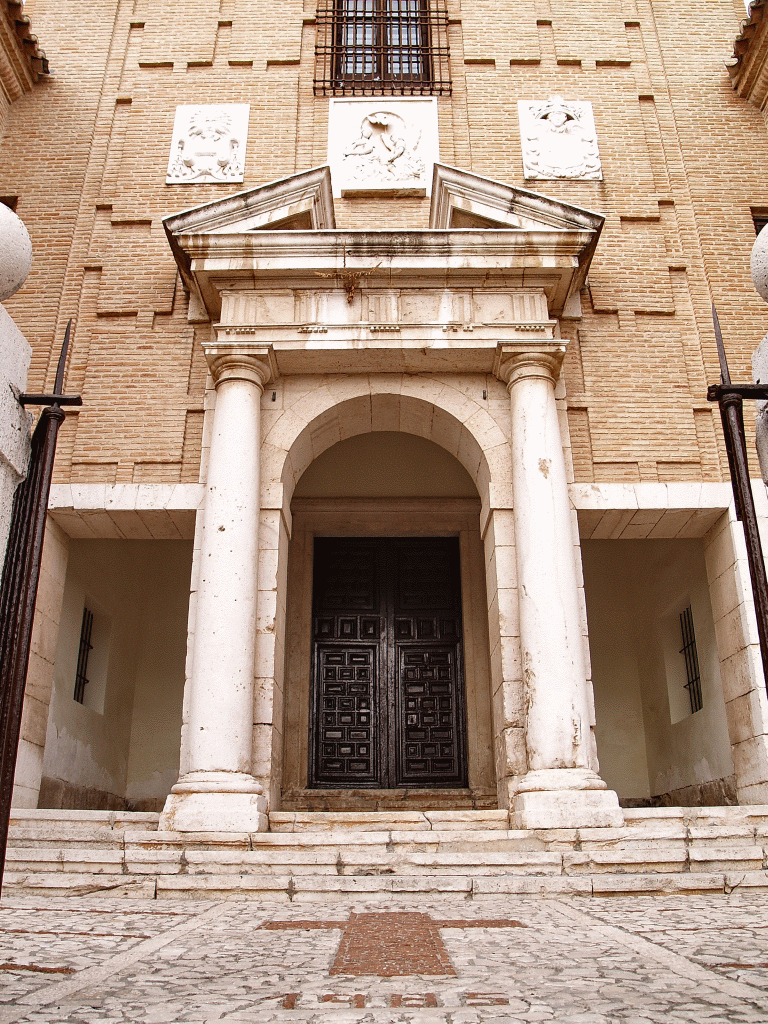
Convento de Agustinas Recoletas

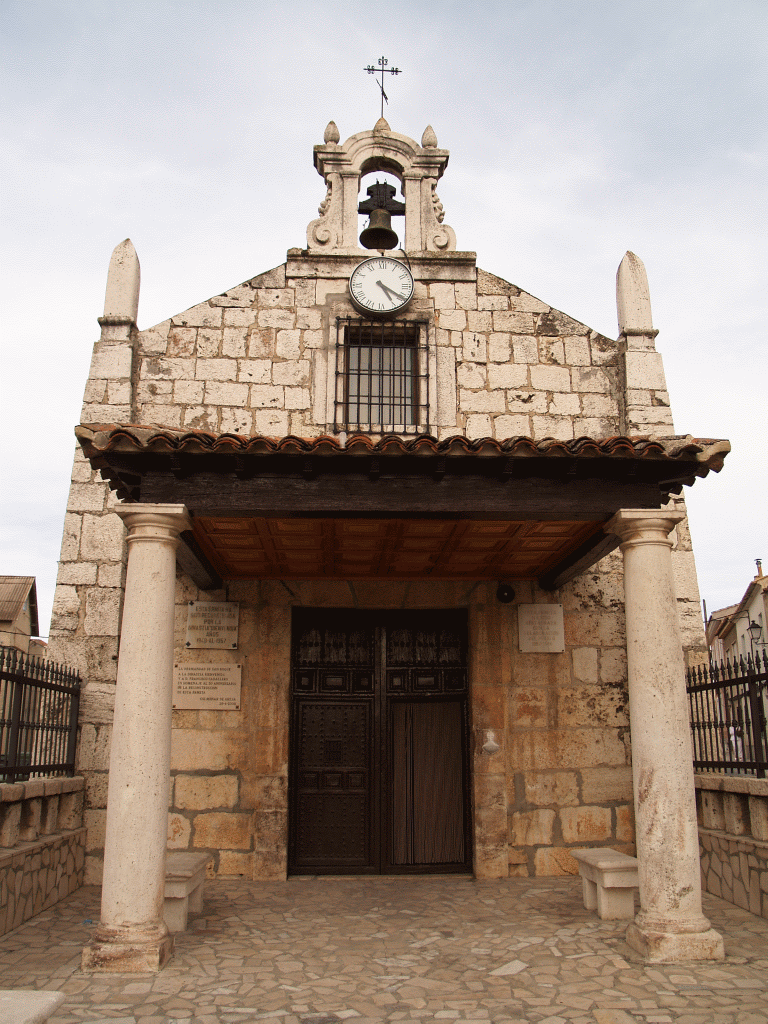
Kaplica San Roque

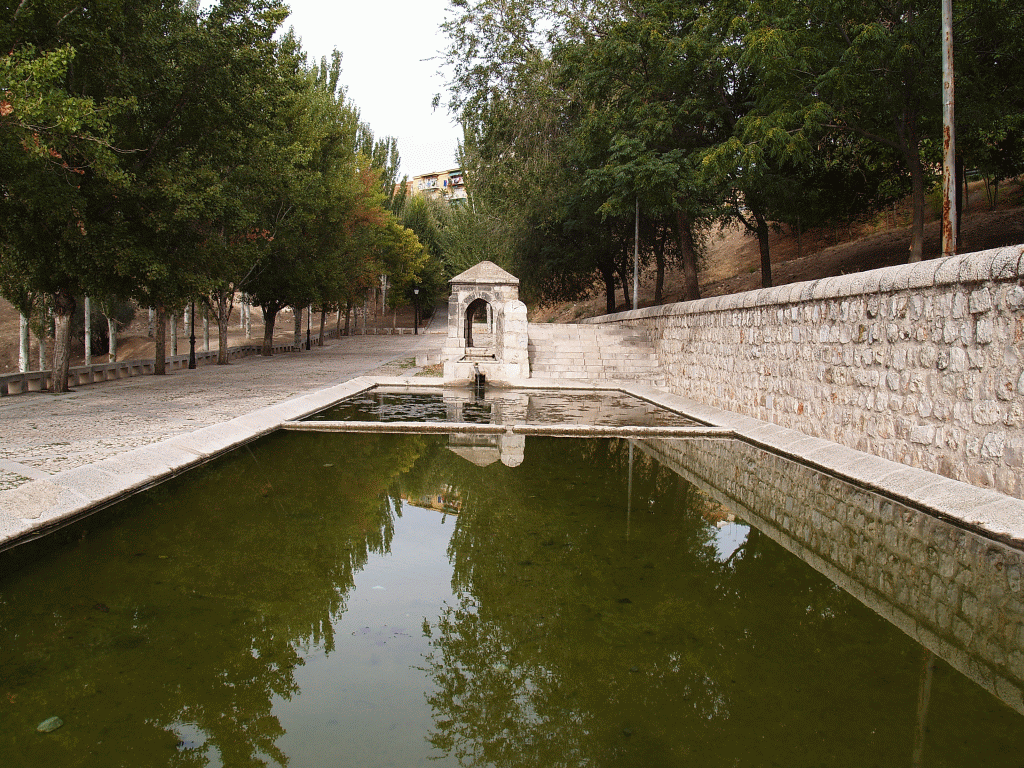
Fuente de los Huertos